# أرت نيكولز
أرت نيكولز (بالإنجليزية: Art Nichols)‏ هو لاعب كرة قاعدة أمريكي، ولد في 14 يوليو 1871 في مانشستر في الولايات المتحدة، وتوفي في 9 أغسطس 1945 في ويليمانتيك في الولايات المتحدة.

## وصلات خارجية
- أرت نيكولز على موقعبيزبول رفرنس.كوم (الدوري الرئيسي) (الإنجليزية)
- أرت نيكولز على موقعبيزبول رفرنس.كوم (الدوري الثانوي) (الإنجليزية)